# Rossinyol bord camaclar
El rossinyol bord camaclar (Hemitesia pallidipes) és una espècie d'ocell de la família dels cètids (Cettiidae). Es troba a Bhutan, Xina, l'Índia, Laos, Myanmar, Nepal, Tailàndia i Vietnam. Els seus hàbitats principals són els boscos tropicals i subtropicals de frondoses humits de les terres baixes i de l'estatge montà i els matollars i herbassars secs tropicals i subtropicals. El seu estat de conservació es considera de risc mínim.